# UFL
UFL是由Strikerz Inc.開發和發行的即將推出的免費足球遊戲。遊戲最初計劃於2022年在PlayStation 5和Xbox Series X/S上發布，但後來二度推遲至2024年。 開發人員將其描述為“公平遊戲”，強調“技術優先”並且不會有「pay-to-win」的問題。 他們還聲明這是他們的“核心原則”，Strikerz Inc.的CEO Eugene Nashilov表示“玩家的成功不應取決於遊戲內購買的數量或付了多少錢”。

## 開發
UFL首次亮相是在2021年8月25日，透過Gamescom 2021的預告片揭示。Strikerz Inc.自2016年以來一直在開發該項目。 遊戲使用Unreal Engine製作，計劃在PlayStation 5和Xbox Series X/S上推出。 到了2023年12月，克里斯提雅諾·羅納爾多向該遊戲投資了4000萬美元。

## 授權
UFL已與FIFPro合作，這是一家代表全球超過65,000名專業足球運動員的組織。
西漢姆聯， 葡萄牙體育俱樂部， 頓內次克礦工足球俱樂部， 門興格拉德巴赫足球俱樂部， 摩納哥體育協會足球俱樂部， 貝西克塔什體操俱樂部， 凱爾特人足球俱樂部， 和流浪者足球俱樂部 被宣布為一些已獲授權的俱樂部。於2022年1月27日，UFL發布了其遊戲演示，其中包括宣傳大使奧列克山大·津琴科，羅美路·盧卡庫，凱文·德·布勞內，羅伯托·費爾米諾和克里斯提雅諾·羅納爾多。

## 外部連結
- 官方网站